# Ray Clemence
Pour les articles homonymes, voir Clémence (homonymie).
Ray Clemence, né le 5 août 1948 à Skegness (Angleterre) et mort le 15 novembre 2020, est un footballeur anglais, qui évoluait au poste de gardien de but à Liverpool et en équipe d'Angleterre.
Gardien titulaire de la grande équipe de Liverpool en 1970, Clemence a fait l’essentiel de sa carrière avec ce club, gagnant trois coupes d'Europe, deux coupes UEFA et cinq championnats d’Angleterre. Il est transféré à Tottenham en 1981, après avoir perdu sa place de titulaire au profit de Bruce Grobbelaar.
Avec Tottenham, il remporte encore une Coupe UEFA et une Coupe d'Angleterre.

## Biographie

### Carrière en club

#### Débuts
Ray Clemence fait ses débuts au Scunthorpe United en 1966, où il est repéré par le manager de Liverpool Bill Shankly. Un an plus tard, le 24 juin 1967, il rejoint les Reds de Liverpool pour 18 000 livres sterling.

#### Liverpool FC
Clemence débute lors du troisième tour de la coupe de la ligue, le 25 septembre 1968, match au cours duquel il garde sa cage inviolée et qui voit, à Anfield, la victoire 2-0 de Liverpool sur les visiteurs de Swansea City. Pendant deux ans, il mûrit au sein de l'équipe réserve, faisant des apparitions ponctuelles au sein de l'équipe première jusqu'en 1970, date à laquelle il devient le gardien titulaire du club.
En 1971, Liverpool atteint la finale de la coupe d'Angleterre, où Clemence joue bien mais ne peut empêcher Arsenal de marquer deux buts lors de la prolongation et de gagner finalement 2-1 malgré l'avance initiale prise par Liverpool.
Il connaît cependant la joie de la victoire deux saisons plus tard, quand Liverpool remporte à la fois le championnat et la coupe UEFA, stoppant même, au cours de la finale européenne, un penalty contre le Borussia Mönchengladbach. En 1974, Clemence participe à la victoire de son club en Coupe d'Angleterre de football grâce à une victoire 3-0 sur Newcastle United.
Avec Clemence dans les buts, Liverpool remporte un nouveau doublé championnat et coupe UEFA en 1976. L'année suivante, l'équipe de Clemence est en passe de remporter un triplé, jamais réalisé. Clemence obtient le premier titre menant à ce triplé en devenant à nouveau champion, mais perd ensuite la finale de la coupe d'Angleterre contre les rivaux de Manchester United, un résultat qui touche profondément Clemence : après le match, il erre longtemps avec tristesse sur la pelouse de Wembley, ruminant la défaite de son équipe. Mais quelques jours plus tard, il se console avec éclat lorsque les Reds gagnent la coupe d'Europe pour la première fois de leur histoire, battant à nouveau le Borussia Mönchengladbach 3-1, après avoir effectué une série d'arrêts importants.
Liverpool conserve sa coupe d'Europe en 1978 après une courte victoire 1-0 sur le FC Bruges à Wembley, mais cède le titre de champion à Nottingham Forest, qui bat également Liverpool en finale de la coupe de la ligue. En 1979 et 1980, Clemence remporte deux nouveaux titres de champion. Le succès de 1979 voit Clemence établir un record qui n'a jamais été battu avec le système de la victoire à deux points, concédant seulement 16 buts en 42 matchs de championnat (dont seulement 4 à Anfield). Ce record sera finalement battu par Chelsea, qui concède 15 buts lors des 38 matchs de championnat lors de la saison 2004-2005.
Une fois encore, en 1981, Clemence participe au gain de nouveaux trophées de son club, une coupe de la ligue et une troisième coupe d'Europe grâce à une victoire 1-0 sur Real Madrid au Parc des Princes le 27 mai, qui est le dernier match de Clemence pour le club de Liverpool.
L'émergence du Zimbabwéen Bruce Grobbelaar menace la place de titulaire de Clemence pour la première fois en onze ans au club (période durant laquelle il a joué plus de 650 matchs, en manquant seulement six) et il a décidé de mettre fin à son contrat avec Liverpool en rejoignant Tottenham Hotspur pour une somme de 300 000 livres sterling.

#### Tottenham Hotspur
En 1982, les deux clubs se rencontrent en finale de la coupe de la ligue, qui voit Liverpool gagner 3-1. Clemence remporte avec sa nouvelle équipe la coupe d'Angleterre battant QPR 1-0 lors d'un match rejoué après un match nul 1-1.
Clemence commence dans sa nouvelle équipe le 28 août 1981 par une rencontre à Ayresome Park contre Middlesbrough qui se solde par une victoire de Tottenham 3-1. Le 12 septembre à Molineux, il conserve sa cage inviolée contre Wolverhampton Wanderers, avec une victoire 1-0.
Tottenham remporte la Coupe UEFA 1984, mais Clemence manque la finale pour cause de blessure. En 1987, il échoue à remporter une cinquième coupe d'Angleterre, son équipe s'inclinant en finale contre Coventry City sur le score de 3-2, mais il a atteint le cercle fermé des joueurs ayant participé à cinq finales de coupe d'Angleterre ou plus.

### Carrière en équipe nationale
Clemence joue parallèlement pour l'Angleterre pour laquelle il fait ses débuts le 15 novembre 1972 dans un match de qualification pour la Coupe du Monde à Ninian Park contre le pays de Galles gagné 1-0 par l'Angleterre, Clemence gardant sa cage inviolée. Entre 1973 et 1984, Clemence obtient 61 sélections en équipe d'Angleterre. Il est longtemps en concurrence avec Peter Shilton pour garder les buts de l'équipe d'Angleterre, les deux joueurs étant sensiblement du même niveau, le manager de l'Angleterre a du mal à décider quel gardien est le meilleur, ce qui conduit à leur alternance au sein de l'équipe d'Angleterre.
La carrière internationale de Clemence coïncide avec l'ère la moins réussie de l'Angleterre, cette dernière échouant à la qualification pour les Coupes du Monde 1974 et 1978 et pour l'Euro 1976. Clemence fait partie de l'équipe qui se qualifie pour le championnat d'Europe 1980, mais ce tournoi reste un échec pour l'équipe d'Angleterre. En 1982, il fait partie de l'équipe qui se qualifie pour la coupe du monde, mais là encore, l'Angleterre ne se révèle pas au niveau des attentes qu'elle suscite. Clemence prend sa retraite internationale, peu après, avec un total de 61 sélections. Son rival Shilton finit comme gardien titulaire de l'équipe anglaise pour le reste des années 1980, jouant dans deux Coupes du monde de plus et atteignant un record de 125 capes. Clemence obtient également le capitanat de l'Angleterre, une fois, faisant de lui le premier gardien à exercer la fonction depuis Frank Swift, ce capitanat est obtenu lors d'un match amical de prestige contre le Brésil. Clemence, lors de ce match ne peut toutefois empêcher les Brésiliens de marquer pour l'emporter finalement 1-0 sur l'Angleterre.

## Carrière de joueur
- 1965-1967 : Scunthorpe United
- 1967-1981 : Liverpool
- 1981-1988 : Tottenham Hotspur [4],[5]

## Palmarès

### En club
- Vainqueur de la Supercoupe d’Europe en 1977 avec Liverpool
- Vainqueur de la Coupe d'Europe des Clubs Champions en 1977, en 1978 et en 1981 avec Liverpool
- Vainqueur de la Coupe de l'UEFA en 1973 et en 1976 avec Liverpool et en 1984 avec Tottenham Hotspur
- Champion d’Angleterre en 1973, en 1976, en 1977, en 1979 et en 1980 avec Liverpool
- Vainqueur de la Coupe d'Angleterre en 1974 avec Liverpool et en 1982 avec Tottenham Hotspur
- Vainqueur de la Coupe de la Ligue d’Angleterre en 1981 avec Liverpool
- Vainqueur du Charity Shield en 1974, en 1976, en 1977, en 1979 et en 1980 avec Liverpool
- Finaliste de la Supercoupe d’Europe en 1978 avec Liverpool

### EnÉquipe d'Angleterre
- 61 sélections entre 1972 et 1984
- Participation au Championnat d'Europe des Nations en 1980 (Premier Tour)
- Participation à la Coupe du Monde en 1982 (Deuxième Tour)

## Carrière d’entraîneur
Ray Clemence prend sa retraite en 1988 rejoignant l'équipe technique de Tottenham, avant de quitter le club pour devenir co-manager de Barnet en janvier 1994. Au début de la saison 1994-95, Ray devient seul manager de l'équipe et conduit Barnet à une 9e puis une 13e place en division 3. En août 1996, il est recruté par son ancien coéquipier de Tottenham et de l'équipe d'Angleterre, Glenn Hoddle comme entraîneur des gardiens pour l'équipe d'Angleterre, un poste qu'il continue à tenir sous les successeurs d'Hoddle, Kevin Keegan et Sven-Göran Eriksson. Il reste à ce poste sous la direction de Steve McClaren jusqu'au moment où il est remplacé par l'Italien Franco Tancredi, en décembre 2007 alors que Fabio Capello prend en charge l'équipe nationale. Ray est cependant conservé au sein du staff de l'Angleterre.
Il est également le chef de l'équipe de développement de la Fédération d'Angleterre de football, son rôle est de superviser les matchs des équipes d'Angleterre de moins de 16 ans, 17 ans, 18 ans, 19 ans et 20 ans, de travailler avec l'entraîneur Stuart Pearce, entraîneur de l'équipe d'Angleterre espoirs de football dans le suivi des progrès des joueurs. Il travaille occasionnellement comme consultant à la télé et la radio.
Le 2 février 2005, Clemence annonce qu'on lui a diagnostiqué un cancer de la prostate et qu'il allait passer du temps loin de l'équipe d'Angleterre lors de son traitement. Il est le deuxième membre de l'équipe d'Eriksson à être diagnostiqué comme souffrant d'un cancer de la prostate, Brian Kidd ayant eu la même maladie avant l'Euro 2004.

### Hors du football

#### Vie personnelle
Clemence est nommé MBE pour services rendus au football. Son fils, Stephen, est un milieu de terrain qui joue à Tottenham, Birmingham City et Leicester City, tandis que sa fille Sarah est l'épouse de Dougie Freedman, attaquant de Southend.
Clemence est tenue en très haute estime par les supporters du Liverpool FC et est classé onzième du sondage 100 players who Shook the Kop du site officiel du club, il est également le gardien le mieux placé. Il est aussi désigné comme gardien de but dans l'équipe de Merseyside du XXe siècle de la BBC, et un sondage du magazine Total Football le désigne meilleur gardien de but de l'histoire, devant Peter Shilton, Lev Yashin, Gordon Banks et Pat Jennings.